# ونلاک
| سامانه   | ردیف     | اشکوب     | میلیون سال پیش |
| -------- | -------- | --------- | -------------- |
| دوونین   | پیشین    | لوخکووین  | → پس از آن     |
| سیلورین  | پریدولی  | پریدولی   | ۴۱۹٬۲–۴۲۳٬۰    |
| سیلورین  | لودلوو   | لودفوردین | ۴۲۳٬۰–۴۲۵٬۶    |
| سیلورین  | لودلوو   | گورستین   | ۴۲۵٬۶–۴۲۷٬۴    |
| سیلورین  | ونلاک    | هومرین    | ۴۲۷٬۴–۴۳۰٬۵    |
| سیلورین  | ونلاک    | شینوودین  | ۴۳۰٬۵–۴۳۳٬۴    |
| سیلورین  | لاندووری | تلیچین    | ۴۳۳٬۴–۴۳۸٬۵    |
| سیلورین  | لاندووری | آئرونین   | ۴۳۸٬۵–۴۴۰٬۸    |
| سیلورین  | لاندووری | رودانین   | ۴۴۰٬۸–۴۴۳٬۴    |
| اردویسین | پسین     | هیرنانتین | → پیش از آن    |

ونلاک (انگلیسی: Wenlock) (که گاهی به نام ونلاکین نیز خوانده می‌شود) دومین ردیف از سیلورین است که پس از ردیف لودلوو و پس از لاندووری است. بر پایه سن‌سنجی‌های رادیومتریک ونلاک بین ۴۳۳٫۴ تا ۴۲۷٫۴ سال پیش را در بر می‌گیرد.

## نام‌گذاری و پیشینه
نام ونلاک از رخنمونی سنگی در نزدیکی شهر ماچ ونلاک در شروپ‌شر (میدلند غربی، بریتانیا) گرفته شده است. این نام نخستین بار توسط رودریک مورچیسون در سال ۱۸۳۴ برای اشاره سنگ آهک و شیل‌های زیرین آن به‌کار رفت. او بعدها در سال ۱۸۳۹ این نام را به‌صورت سنگ‌های ونلاک در سامانه سیلورین تغییر داد.